# Rettungsmittel

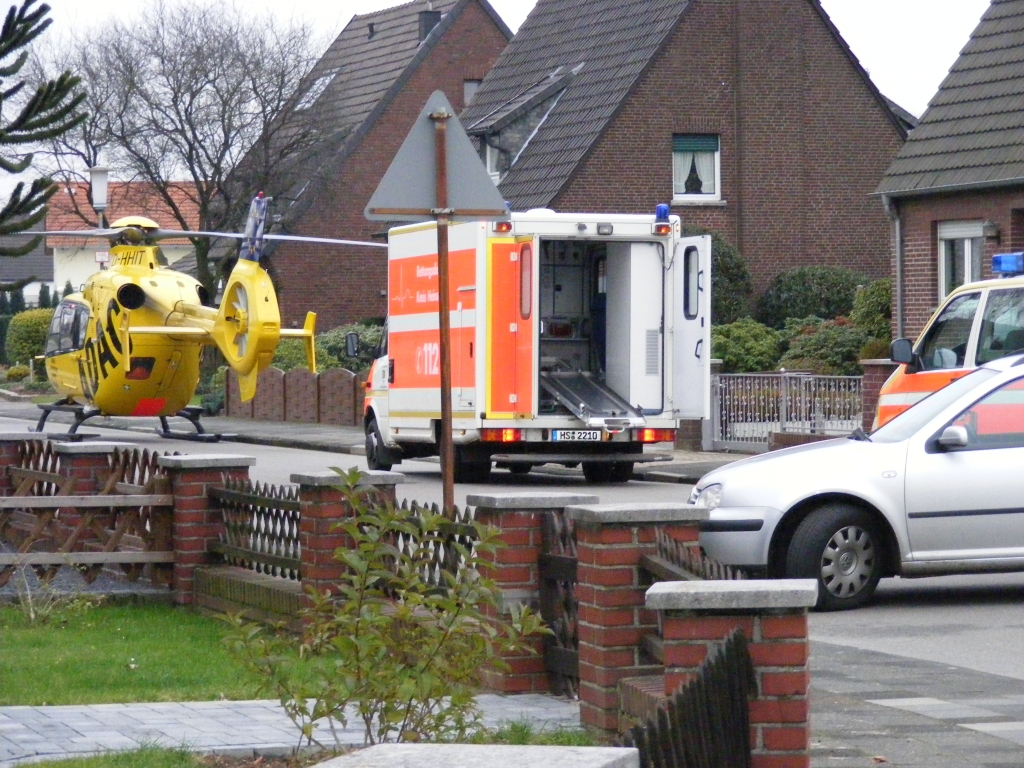
Verschiedene Rettungsmittel im Einsatz

Ein Rettungsmittel ist ein Fahr-, Wasser- oder Luftfahrzeug des Rettungsdienstes einschließlich des Rettungsmaterials sowie der Transportgeräte. Begriffe des Rettungsdiensts regeln DIN 13030 und DIN 13050. Die Besatzung zählt nicht zum Rettungsmittel.
Rettungsmittel dienen primär dem Transport von Personal und Material. Sekundär ermöglichen die meisten den Patiententransport und einige wenige die Rettung aus Gefahrenlage.

## Abkürzungen der Fahrzeuge im Rettungsdienst
Alle Rettungsdienstfahrzeuge (in Deutschland) tragen Abkürzungen aus einer Kombination von Buchstaben, wie unten angegeben.
Hierbei bedeutet RTW Rettungswagen. Die Annahme, RTW heiße Rettungstransportwagen (parallel zu Krankentransportwagen), ist nicht richtig. Das „T“ bei RTW wurde eingeführt, um Verwechslungen mit Rüstwagen (RW) vorzubeugen, darüber hinaus steht im Rettungsdienstjargon RW für Rettungswache. Dadurch war das einheitliche System von dreibuchstabigen Kürzeln für Fahrzeuge des Sanitätsdienstes möglich. Das wird bei „NAW“ und „NEF“ deutlich: Entweder wird „Notarzt“ immer mit „NA“ abgekürzt, dann müsste es aber auch „NAEF“ heißen, oder aber „Notarzt“ wird mit „N“ abgekürzt, dann würde es auch nur „NW“ lauten. Somit blieb es beim dreibuchstabigen System und der Rettungswagen erhielt das Kürzel „RTW“.
Durch Veränderungen von Normen und Etablierung neuer Begrifflichkeiten haben sich inzwischen auch neue Abkürzungen entwickelt, die diesem System unter Umständen nicht mehr folgen.

## Bodengebundene Rettungsmittel
- Krankentransportwagen (KTW)

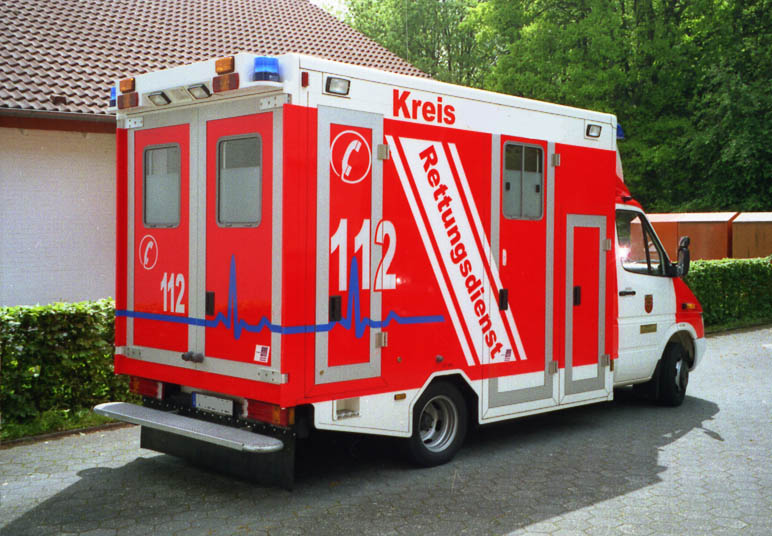
Bodengebundenes Rettungsmittel: RTW

- Rettungswagen (RTW) und in Essen Löschrettungsfahrzeug (LRF)
- Notfallkrankenwagen (NKTW), auch Sanitätseinsatzwagen (SEW) genannt
- Notarztwagen (NAW)
- Notarzteinsatzfahrzeug (NEF)
- Baby-Notarztwagen (Baby-NAW oder BNAW)
- Verlegungsarzteinsatzfahrzeug (VEF)
- Notarzteinsatzmotorrad (NEM)
- Mehrzweckfahrzeug (MZF)
- Intensivtransportwagen (ITW)
- Infekt-Rettungswagen (I-RTW)
- Schwerlast-Rettungswagen (S-RTW)
- Großraumrettungswagen (GRTW)
- Rettungszug (RTZ) der Deutschen Bahn AG
- Bergrettungsfahrzeug

## Luftrettungsmittel

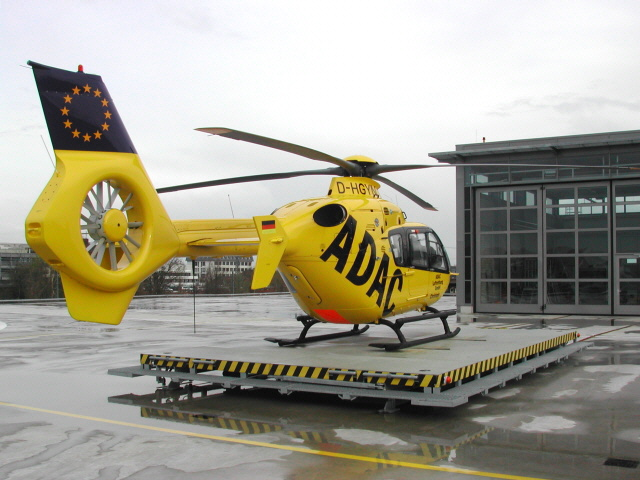
Luftrettungsmittel: Rettungshubschrauber

Bei den Luftrettungsmitteln handelt es sich um Hubschrauber und Flächenflugzeuge, die in der Luftrettung eingesetzt werden. Neben dem Luftfahrttechnischen Personal gehört Rettungsdienstpersonal und mindestens ein Arzt zur Besatzung.
- Rettungshubschrauber (RTH), in Österreich überwiegend Notarzthubschrauber (NAH) genannt
- Intensivtransporthubschrauber (ITH)
- im Bedarfsfall Hubschrauber des Such- und Rettungsdienstes (SAR)
- Notarzteinsatzhubschrauber (NEH)
- Rettungsflugzeuge auch zur Auslandsrückholung
- andere Luftfahrzeuge, die im Bedarfsfall als Luftrettungsmittel ausgerüstet und eingesetzt werden können – zum Beispiel einige Hubschrauber und Flugzeuge der Bundeswehr (z. B. Großraum-Rettungshubschrauber) oder Hubschrauber der Polizei

## Wasserrettungsmittel
Sie werden in der Wasserrettung auf Still- und Fließgewässern sowie bei der Seenotrettung auf dem offenen Meer eingesetzt.
- Motorrettungsboot (MRB); siehe auch Rettungsboot (Ausrüstung) und Rettungsboot (Einsatzmittel) (RB oder RS, je nach Größe)
- Seenotrettungsboot
- Seenotrettungskreuzer (SRK)
- Ruderrettungsboot (RRB)
- der auf der Technik eines Jet Skis basierende Rescuerunner
- Eisschlitten

Im weiteren Sinne gehört zu den Wasserrettungsmitteln auch das in engster Küstennähe eingesetzte Küstenrettungsmittel
- Raketenapparat (historisch; zentraler Bauteil: Das Leinenschussgerät),

die vom Ufer oder Beckenrand aus eingesetzten
- Rettungsbälle, Rettungsringe und Rettungsstangen,

sowie das zum Anbordholen einzelner Personen gedachte Wasserrettungsmittel
- Jason’s Cradle.

Zur Wasserrettung, aber nicht zu den Wasserrettungsmitteln gehören beispielsweise Rettungsschwimmer, Strömungsretter und Rettungswesten.